# ダライアスツイン
『ダライアスツイン』（DARIUS TWIN）は、タイトーが発売したシューティングゲーム。1991年3月29日にスーパーファミコン用ソフトとしてリリースされた（後年にリリースされた他機種版については、本項にて後述）。

## 概要
タイトーのスーパーファミコン参入第1弾ソフトで、タイトルに「ツイン」を冠し当時のコンシューマダライアスで唯一の2人同時プレイを実現している。2人同時プレイ時は1Pが赤、2Pが青、1人プレイ時は緑のシルバーホークを操作する。
ゾーンが少なく（全12ゾーン）、全7ラウンド構成。ラウンド2、4、5、6では2つのラウンドから選択する。A～Lまでのゾーンのうち最終ゾーンはLゾーンのみだが、それまでに通過したルートによってエンディングが変わる。また、シリーズ伝統だった5機の敵編隊を全滅させて、その敵一体分の得点が10倍になる編隊ボーナスもカットされた。
パッケージイラストには何故かゲームに登場するボスを差し置いて、『サイバリオン』（1988年）や後の『ダライアスフォース』（1993年）に登場するザンディックが描かれている。

## 設定

### ストーリー
ベルサーにより死の星と化したダライアスを脱出したプロコとティアット。それから数千年後、二人の子孫達は惑星オルガを中心とした銀河連邦を築いていた。
だが、その平和もダライアスを拠点として結集されたベルサー連合軍の侵攻によって破られた。
遥かな時を越え、シルバーホークが発進する。

### ステージ構成
ゾーンB、C、Lには、2体ボスがいるのが本作の特徴である。そして、D、J、Kゾーンには中ボスは登場しない。最終面のLではそれまでの中ボスが全登場となる。
本作はそれまでのシリーズの永久パターン防止キャラのヤズカ・タカーミィがパワーアップアイテムをくれるキャラになっているので、ボスは時間切れになると逃げていく。
| 面数 | ゾーン名                  | 中ボス                                            | 中ボスモチーフ     | BGM                  | ボスBGM           | コードナンバー | ボス | ボスモチーフ      |
| ---- | ------------------------- | ------------------------------------------------- | ------------------ | -------------------- | ----------------- | -------------- | --- | ----------------- |
| 1    | A RILAIR (海岸地帯)       | PRETTY FIN （プリティフィン） （可愛い鰭）        | エンゼルフィッシュ | A Flashing Dual Hawk | Hysterical Field  | HH02           | KILLER HIGIA （キラーヒジア） （開かれる死）                                                                | アジ              |
| 2    | B DANTO (宇宙空間)        | STRANGE SHARK （ストレンジシャーク） （奇怪な鮫） | サメ               | Doubt Lines          | Hysterical Field  | EP30 QU10      | EMPEROR FOSSIL （エンペラーフォスル） （化石皇帝） QUEEN FOSSIL （クイーンフォスル） （化石女王）           | シーラカンス      |
| 2    | C KOLOBA （宇宙空間）     | STRANGE SHARK （ストレンジシャーク） （奇怪な鮫） | サメ               | Doubt Lines          | Hysterical Field  | EP30 QU10      | EMPEROR FOSSIL （エンペラーフォスル） （化石皇帝） QUEEN FOSSIL （クイーンフォスル） （化石女王）           | シーラカンス      |
| 3    | D LANKUS (都市地帯)       | （不在）                                          | （不在）           | Silent Diagonal      | Hysterical Field  | BD4Z           | DEMON SWORD （デーモンソード） （悪魔の剣）                                                                 | イカ              |
| 4    | E PADI (山岳地帯)         | DEATH BALL （デスボール） （死の球体）            | フグ               | Cloudy Blast         | Hysterical Field  | OON1           | DUAL SHEARS SP （デュアルシェアーズ SP） （超対鋏）                                                         | アメリカザリガニ  |
| 4    | F REAR (山岳地帯)         | DEATH BALL （デスボール） （死の球体）            | フグ               | Cloudy Blast         | Hysterical Field  | OON1           | DUAL SHEARS SP （デュアルシェアーズ SP） （超対鋏）                                                         | アメリカザリガニ  |
| 5    | G NARUKINI （暗黒ガス帯） | HARD CAP （ハードキャップ） （硬き蓋）            | ヤドカリ           | Logical Crustacean   | Hysterical Field  | ZZ1O           | DARK CORONATUS （ダークコロナタス） （闇の冠）                                                              | タツノオトシゴ    |
| 5    | I KARUDO （暗黒ガス帯）   | HARD CAP （ハードキャップ） （硬き蓋）            | ヤドカリ           | Logical Crustacean   | Hysterical Field  | ZZ1O           | DARK CORONATUS （ダークコロナタス） （闇の冠）                                                              | タツノオトシゴ    |
| 5    | H SABIA （海底基地）      | HARD CAP （ハードキャップ） （硬き蓋）            | ヤドカリ           | Indigo               | Hysterical Field  | ASP7           | RED MIST （レッドミスト） （赤い霧）                                                                        | タコ              |
| 6    | J NOEMU (浮遊基地)        | (不在)                                            | (不在)             | Rodeo Diver          | Hysterical Field  | MX04           | FULLMETAL SHELL （フルメタルシェル） （超金属殻）                                                           | タイマイ          |
| 6    | K HOROLAIN （浮遊基地）   | (不在)                                            | (不在)             | Rodeo Diver          | Boss7             | GG0D           | HYPER GREATTHING （ハイパーグレートシング） （壮大な偉大なる者）                                            | マッコウクジラ    |
| 7    | L DARIUS （宇宙空間）     | （全中ボス）                                      | （全中ボス）       | Final Interceptor    | Final Interceptor | LC40 FH10      | SUPER ALLOYLANTERN （スーパーアロイランタン） （超絶なる大灯り） GREAT TUSK （グレートタスク） （偉大な牙） | アンコウ セイウチ |

## 移植版
| No. | タイトル         | 発売日         | 対応機種        | 開発元   | 発売元                 | メディア                              | 型式 | 売上本数 | 備考                                                              |
| --- | ---------------- | -------------- | --------------- | -------- | ---------------------- | ------------------------------------- | ---- | -------- | ----------------------------------------------------------------- |
| 1   | ダライアスツイン | 2006年5月18日  | Windows         | タイトー | アイレボ               | ダウンロード (i-revo)                 | -    | -        | 現在はi-revoサービス終了により Windows（PC）ではプレイ出来ない    |
| 2   | ダライアスツイン | 2010年4月13日  | Wii             | タイトー | タイトー               | ダウンロード （バーチャルコンソール） | -    | -        | 2019年1月31日 配信・販売終了                                      |
| 3   | ダライアスツイン | 2016年10月12日 | Wii U           | タイトー | スクウェア・エニックス | ダウンロード （バーチャルコンソール） | -    | -        | 2023年3月28日 配信・販売終了                                      |
| 4   | ダライアスツイン | 2019年2月28日  | Nintendo Switch | エムツー | タイトー               | ゲームカード                          | -    | -        | ダライアス コズミックコレクション特装版に収録（SNES版も同時収録） |

## 音楽
BGMの作曲は相澤静夫（現・有限会社サウンドウェイブ代表）が、サウンドプログラムをZUNTATA（古川典裕）が担当。なお、Kゾーンのハイパーグレートシング戦のみアーケード版ダライアスのBoss Scene 7が流れる。
本作はスーパーファミコン（SFC）本体発売後の初期にリリースされた作品でもあり、そのような諸般の事情からサウンドはモノラルとなっている。その後、海外でSNES用にリリースされた版ではステレオ音声となっている（上の表に記載したSwitch版『ダライアス コズミックコレクション』移植版には、SFC版とSNES版が両方とも収録されている）。
効果音は一部『ダライアスII』（1989年）のものを流用している。

## スタッフ
- エグゼクティブ・プロデューサー：上野崇男
- プロデューサー：西角友宏、高橋章二
- プログラマー：みなみやすたか、おぐらみつお、のぐちじゅんいちろう
- キャラクター・デザイナー：宮永佳祐、川石徹、斎藤慎、わきたよしひろ
- サウンド・エディター：古川典裕、POCHI
- サウンド・ソフトウェア：NAO.NEKO
- ゲーム・チェッカー：坂東清、Y.NAKAMURA
- テクニカル・アドバイザー：古賀友二、鈴木治雄
- スペシャル・サンクス：藤田朗、大郷康隆、しんまたかゆき、DAIGORO
- ゲーム・デザイン：山崎こうじ
- ディレクター：山崎こうじ

## 評価
- ゲーム誌『ファミコン通信』の「クロスレビュー」では合計27点（満40点）[4]、ファミリーコンピュータMagazineの読者投票による「ゲーム通信簿」での評価は以下の通りとなっており、22.7点（満30点）となっている[6]。

| 項目 | キャラクタ | 音楽 | お買得度 | 操作性 | 熱中度 | オリジナリティ | 総合 |
| 得点 | 3.9        | 4.0  | 3.5      | 3.9    | 3.9    | 3.5            | 22.7 |